# Mszano (powiat brodnicki)
Mszano – wieś w Polsce, położona w województwie kujawsko-pomorskim, w powiecie brodnickim, w gminie Brodnica.

## Podział administracyjny
W latach 1975–1998 miejscowość należała administracyjnie do województwa toruńskiego.

## Demografia
Według Narodowego Spisu Powszechnego (III 2011 r.) liczyło 288 mieszkańców. Jest dziesiątą co do wielkości miejscowością gminy Brodnica.

## Związki wyznaniowe
We wsi znajduje się parafia pw. św. Bartłomieja Apostoła.

## Zabytki
Według rejestru zabytków NID na listę zabytków wpisany jest kościół parafialny pw. św. Bartłomieja Apostoła, 1906-07, nr rej.: A/1650 z 28.11.2013.

## Inne informacje
- Na cmentarzu parafialnym w Mszanie pochowany jest minister i starosta krajowy Józef Wybicki[7].
- Mszano leży na Drodze św. Jakuba, jednym z najważniejszych chrześcijańskich szlaków pielgrzymkowych na świecie, prowadzącym do Santiago de Compostella w Hiszpanii. W Mszanie kończy się 19. etap szlaku Camino Polaco[8], jednego ze szlaków Drogi św. Jakuba w Polsce[9][10].